# Тамворт (Нови Јужни Велс)
Тамворт (енгл. Tamworth) је град Аустралији у савезној држави Нови Јужни Велс. Према попису из 2006. у граду је живело 33.475 становника.

## Становништво
Према попису, у граду је 2006. живело 33.475 становника.
| 1991.  | 1996.  | 2001.  | 2006.  |
| ------ | ------ | ------ | ------ |
| 31,716 | 31,865 | 32,543 | 33,475 |